# Waldemar Pförtsch
Waldemar Pförtsch (* 19. September 1951 in Bamberg) ist ein deutscher Hochschullehrer, Managementberater und Fachbuchautor für Betriebswirtschaftslehre und Internationale Unternehmensführung.

## Leben
Pförtsch hat akademische Abschlüsse in Betriebs- und Volkswirtschaftslehre und wurde an der Freien Universität Berlin in Sozialwissenschaften promoviert. Er war Berater der Organisation der Vereinten Nationen für industrielle Entwicklung und langjährig tätig für internationale Beratungsgesellschaften.
Nach verschiedenen Professuren, unter anderem als Professor für Internationales Marketing an der Hochschule in Villingen-Schwenningen (1998–2000), Gastdozent an der „Kellogg Graduate School of Management“, Northwestern University und Dozent für strategische Unternehmensführung an der „Lake Forest Graduate School of Management“, ist er Professor für Internationale Unternehmensführung an der Hochschule Pforzheim und Gastprofessor im Executive MBA Program der Liautaud Graduate School of Business-University of Illinois in Chicago sowie am IIT Illinois Institute for Technology. Von 2007 bis 2010 hielt er die Business Marketing Professur an der China Europe International Business School (CEIBS) in Shanghai. Anschließend war er dort Forschungsbeauftragter und ist seit 2012 Gastprofessor für Business Marketing.
Waldemar Pförtsch veröffentlichte eine Reihe von Fachbüchern (englisch und deutsch) zu Fragen des Marketings, der internationalen Unternehmensführung und der strategischen Unternehmensführung, zuletzt gemeinsam mit dem US-amerikanischen Marketing-Guru Philip Kotler über B2B-Marketing, und mit Indrajanto Müller über Ingredient Branding verfasst. Darüber hinaus hat er verschiedene Artikel über Internationales Management in Deutsch, Englisch und Chinesisch.
Pförtsch ist verheiratet, Vater dreier Kinder und lebt in Stuttgart.

## Werke
- Katherine Xin, Arthur Yeung, Waldemar Pförtsch, Shengjun Liu: The Globalization of Chinese Companies – Strategies for Conquering International Markets, 
Wiley (2012) ISBN 978-0-470-82878-6
- Waldemar Pförtsch, Joseph Giglierano, Robert Vitale: Business to Business Marketing – Analysis and Practice, Prentice Hall (2010) ISBN 978-0-13-605828-1
- Philip Kotler, Waldemar Pförtsch: Ingredient Branding – Making the Invisible Visible, Springer Verlag Heidelberg (2010) ISBN 978-3-642-04213-3
- Waldemar Pförtsch, Peter Godefroid: Business-to-Business Marketing, Friedrich Verlag (2009) ISBN 978-3-470-47174-7
- Philip Kotler, Waldemar Pförtsch, Ines Michi: Business-to-Business Brand Management. The Success Dimensions of Business Brands. Springer Berlin (2006) ISBN 3-540-25360-2
- Waldemar Pförtsch, Indrajanto Müller: Die Marke in der Marke – Bedeutung und Macht des Ingredient Branding, Springer Verlag Berlin Heidelberg New York (2006) ISBN 3-540-30057-0
- Klaus Koziol, Waldemar Pförtsch, Steffen Heil: Social Marketing. Erfolgreiche Marketingkonzepte für Non-Profit-Organisationen, Schäffer-Poeschel (2006) ISBN 3-7910-2511-2
- Waldemar Pförtsch, Michael Schmid: B2B-Markenmanagement. Konzepte – Methoden – Fallbeispiele, Vahlen (2005) ISBN 3-8006-3144-X
- Waldemar Pförtsch: Mit Strategie ins Internet. Qualifizierung als Chance für Unternehmen, BW Bildung und Wissen (2002) ISBN 3-8214-7603-6
- Ekbert Hering, Waldemar Pförtsch, Peter Wordelmann: Internationalisierung des Mittelstandes, Bertelsmann Bielefeld (2001) ISBN 3-7639-0926-5
- Waldemar Pförtsch: Living WEB – Erprobte Anwendungen, Strategien und zukünftige Entwicklungen im Internet, MI (1999) ISBN 978-3-478-38280-9